# مروان حيداوي
مروان حيداوي (بالإنجليزية: Marouane Hidaoui) ولد في عام1990 بآسفي في المغرب، فنان مغربي كانت أول مشاركتها في برنامج Studio 2M وحاز على اللقب سنة 2011

## السيرة الفنية
كان يعشق مروان حيداوي الغناء والموسيقى منذ الطفولة، وكان منبهرا بالموسيقى الكلاسيكية وغنى دائما الأغاني التي لا تنسى متل محمد عبد الوهاب، عبد الحليم حافظ عبد الهادي بلخياط الخ... وهو مزال في السن 8 سنوات، وتمكن من لعب الأدوات الموسيقية له كل جوقات والأغاني سمع دون أن يتعلم النوتات الموسيقية.
وعند وصوله الكلية مروان حيداوي كان بالفعل أول جمهوره من المعجبين: دائرته الصغيرة من أسرته وبعض الأقارب وزملاء الدراسة والمدرسين. هذا العالم الصغير، وكان له اقبال متزايد لأداءالأغاني في حفلات والاعراس، وسعت دائرة على مر السنين وتشجيع مستمر لبدء مسيرته الغنائية.
عندما أصبح شابا ولا تزال الموسيقى والغناء حلمه الوحيد، قرر مروان حيداوي ان يكرس كل طاقته من أجل تحقيق حلمه. وهكذا شارك في عدة برامج للمواهب الشابة.
في عام 2011، قرر المشاركة في برنامج «استوديو 2M» في المغرب، البلد الذي ولد فيه وحيث ولدت أول مشاعره الموسيقية.
شارك في البرنامج وحاز على اللقب، وحصل على آراء ايجابية من لجنة تحكيم البرنامج [6]
وقد أقام حفلات بالمغرب وكدلك خارج المغرب مثلا الإمارات وله قاعدة جماهرية إلى جانب هدا كانت له لقاءات كثيرة على الراديو والشاشات التلفزة.

## حياته الفنية
أغنية سعداتي بيك
أغنية نبقى صولو